# Sandra Wasserman
Sandra Wasserman (Anversa, 10 marzo 1970) è un'ex tennista belga.

## Carriera
In carriera ha vinto un titolo nel doppio, il Barcelona Ladies Open nel 1988, in coppia con Iva Budařová. Nei tornei del Grande Slam ha ottenuto il suo miglior risultato raggiungendo il terzo turno nel singolare all'Open di Francia nel 1987 e nel 1992, agli US Open nel 1988 e nel 1989 e agli Australian Open nel 1990, e nel doppio agli Australian Open nel 1991.
In Fed Cup ha disputato un totale di 25 partite, collezionando 14 vittorie e 11 sconfitte.

## Statistiche

### Singolare

#### Finali perse (2)
| Numero | Anno              | Torneo               | Superficie  | Avversaria in finale | Punteggio |
| 1.     | 4 ottobre 1987    | Clarins Open, Parigi | Terra rossa | Sabrina Goleš        | 5-7, 1-6  |
| 2.     | 25 settembre 1988 | Clarins Open, Parigi | Terra rossa | Petra Langrová       | 6-7, 2-6  |

### Doppio

#### Vittorie (1)
| Numero | Anno           | Torneo                            | Superficie  | Compagna     | Avversarie in finale                | Punteggio     |
| 1.     | 1º maggio 1988 | Barcelona Ladies Open, Barcellona | Terra rossa | Iva Budařová | Anna-Karin Olsson María José Llorca | 1-6, 6-3, 6-2 |

### Risultati in progressione
| Sigla | Risultato               |
| ----- | ----------------------- |
| V     | Vincitore               |
| F     | Finalista               |
| SF    | Semifinalista           |
| O     | Oro olimpico            |
| A     | Argento olimpico        |
| SF    | Bronzo olimpico         |
| QF    | Quarti di Finale        |
| 4T    | Quarto turno            |
| 3T    | Terzo turno             |
| 2T    | Secondo turno           |
| 1T    | Primo turno             |
| RR    | Round Robin             |
| LQ    | Turno di qualificazione |
| A     | Assente                 |
| ND    | Non disputato           |

| Legenda superfici    |
| -------------------- |
| Cemento              |
| Terra battuta        |
| Erba                 |
| Superficie variabile |

#### Singolare nei tornei del Grande Slam
| Torneo          | 1987 | 1988 | 1989 | 1990 | 1991 | 1992 | 1993 | 1994 |
| --------------- | ---- | ---- | ---- | ---- | ---- | ---- | ---- | ---- |
| Australian Open | A    | 2T   | 2T   | 3T   | 1T   | A    | 2T   | 1T   |
| Open di Francia | 3T   | 1T   | 2T   | 1T   | A    | 3T   | 2T   | A    |
| Wimbledon       | A    | 1T   | A    | 1T   | A    | A    | 2T   | A    |
| US Open         | A    | 3T   | 3T   | 2T   | A    | A    | 1T   | A    |

#### Doppio nei tornei del Grande Slam
| Torneo          | 1988 | 1989 | 1990 | 1991 |
| --------------- | ---- | ---- | ---- | ---- |
| Australian Open | 2T   | 2T   | 1T   | 3T   |
| Open di Francia | 1T   | 2T   | 1T   | 1T   |
| Wimbledon       | 2T   | A    | A    | A    |
| US Open         | 2T   | A    | A    | 1T   |

#### Doppio misto nei tornei del Grande Slam
| Torneo          | 1989 |
| --------------- | ---- |
| Australian Open | 1T   |
| Open di Francia | A    |
| Wimbledon       | A    |
| US Open         | A    |